# Centaureinae

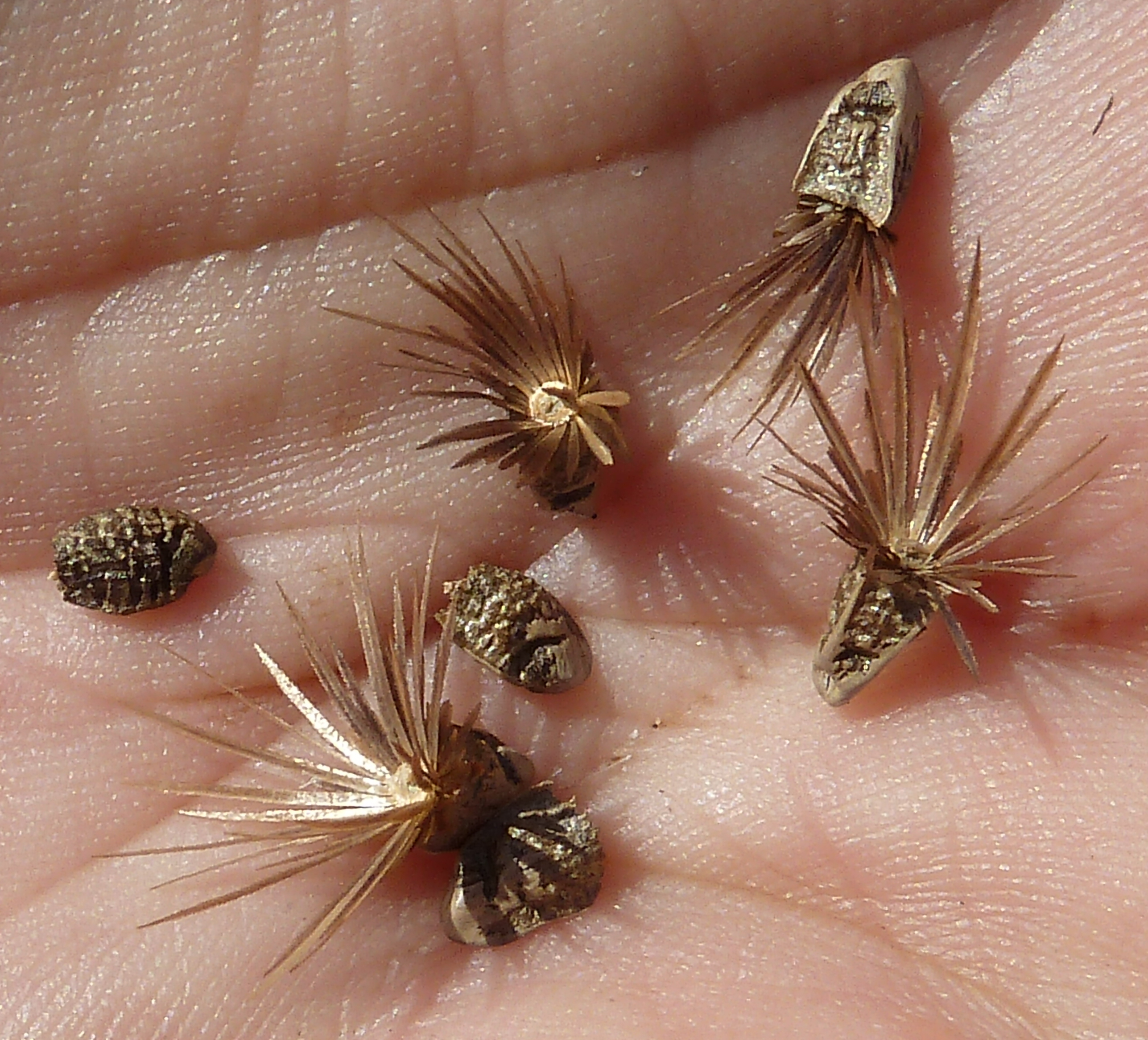
Un ejemplo de cipselas heteromorfas de Centaureinae en Carthamus lanatus.

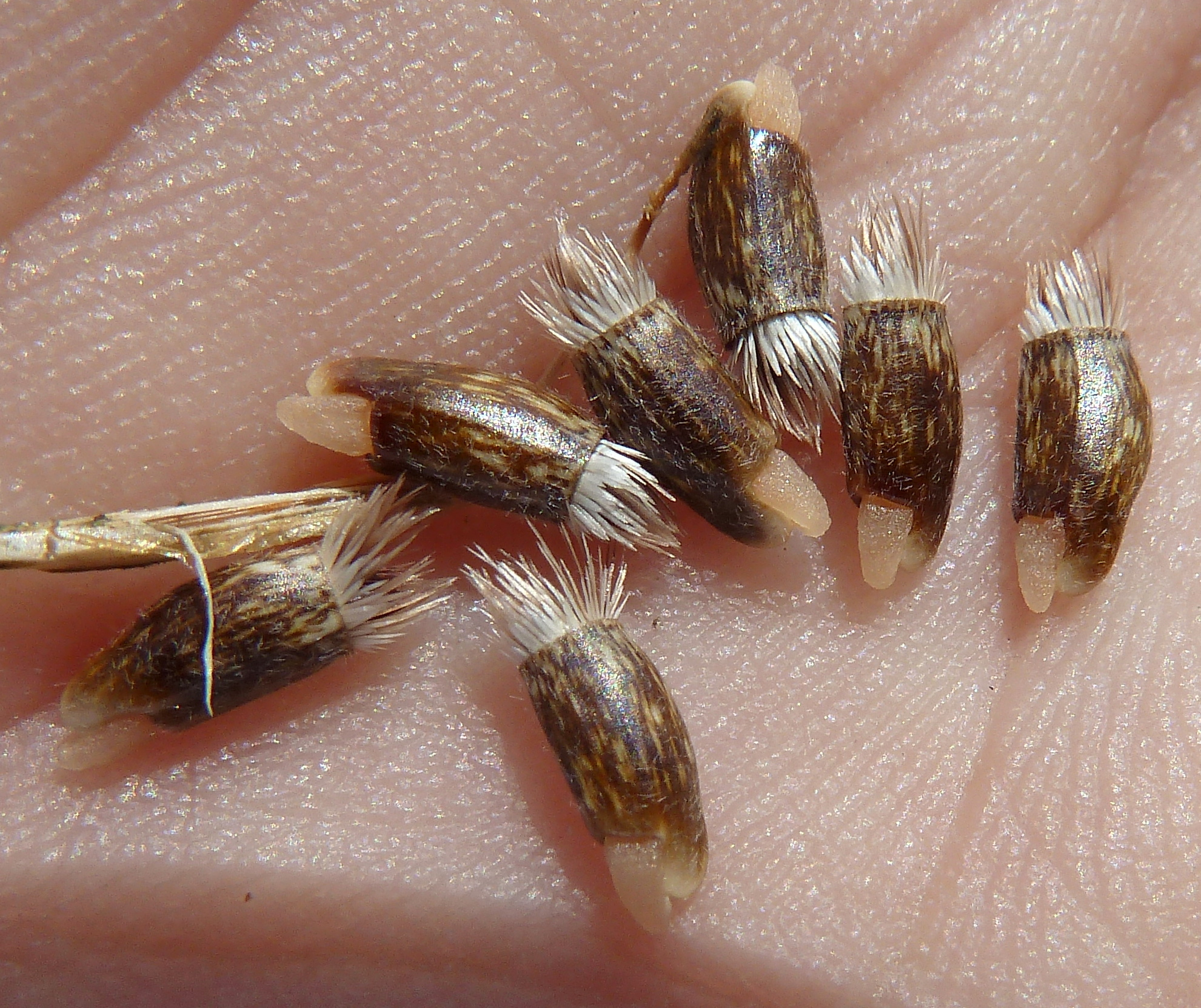
Un ejemplo de cipselas homomorfas con eleosoma de Centaureinae en Centaurea seridis.

Centaureinae es una subtribu de plantas con flores perteneciente a la familia de las asteráceas dentro de la subfamilia Carduoideae.

## Descripción
Hierbas anuales, bienales o perennes, a veces sufrútices o arbustos, por lo general inermes –aunque las brácteas involucrales pueden ser más o menos espinosas–. Hojas sésiles o en ocasiones pecioladas, rara vez decurrentes, las distales a veces involucrales pero no transicionales a brácteas del involucro. Capítulos multifloros, discoides o radiantes, homógamos –a veces con las flores de la periferia neutras– o heterógamos y con las flores de la periferia unisexuales. Involucro con brácteasinermes o espinosas, a menudo provistas de un apéndice apical, entero o más o menos dividido –inerme o espinoso–, las internas con ápice escarioso inerme, por lo general no destacadas del resto en coloración y apenas en tamaño. Receptáculo con pelos o escamas, éstas a menudo más o menos setáceas. Flores con limbo profundamente dividido. Estambres con filamentos libres, glabros, papilosos o más o menos pelosos; anteras con apéndices basales más o menos desarrollados, a menudo fimbriados. Estilo con 2 ramas estilares más o menos largas, a menudo aproximadas en buena parte. Cipselas homomorfas o eventualmente heteromorfas, glabras o pelosas —con pelos unicelulares— a menudo con nectario apical persistente a modo de prominencia; hilo cárpico lateral, rara vez basal; a menudo con eleosoma, aunque con frecuencia caedizo. Vilano doble o más rara vez simple, persistente o caedizo, o bien inexistente, o solo los aquenios de la periferia del capítulo sin él; el externo formado por varias series de escamas o pelos desiguales, estos frecuentemente soldados en la base en un anillo esclerificado, y el interno formado por una sola fila de escamas o de pelos, generalmente muy cortos.

## Distribución
La subtribu es prácticamente cosmopolita de Europa, Asia templada, Norte de África y América del Norte.

## Géneros aceptados
La subtribu Centaureinae comprende unos 30 géneros:
- Amberboa (Pers.) Less
- Archiserratula L.Martins
- Callicephalus C.A. Mey.
- Carduncellus Adans.
- Carthamus L.
- Centaurea L.
- Centaurodendron Johow
- Centaurothamnus (Forssk.) Wagenitz & Dittrich
- Cheirolophus Cass.
- Crupina (Pers.) Cass.
- Goniocaulon Cass.
- Karvandarina Rech. f.
- Klasea Cass. in F.Cuvier
- Klaseopsis L. Martins
- Mantisalca Cass.
- Myopordon Boiss.
- Ochrocephala Dittrich
- Oligochaeta (DC.) K. Koch
- Phalacrachena Iljin
- Plagiobasis Schrenk
- Plectocephalus D. Don
- Psephellus Cass.
- Rhaponticum Vaill.
- Rhaponticoides Vaill.
- Serratula L.
- Stizolophus Cass.
- Tricholepis DC.
- Volutaria Cass.
- Zoegea L.